# Cubas
Cubas é um distrito do município brasileiro de Ferros, no interior do estado de Minas Gerais. Segundo o censo demográfico de 2022, realizado pelo Instituto Brasileiro de Geografia e Estatística (IBGE), sua população era de 1 189 habitantes e havia 434 domicílios particulares permanentes ocupados. Possui área de 204,19 km² conforme a Fundação João Pinheiro (FJP).
De acordo com o IBGE, em 2010 a população era de 1 385 habitantes e havia 540 domicílios particulares.
Foi criado com o nome de Esmeraldas pela lei provincial nº 3.272 de 30 de outubro de 1884, tendo sua denominação alterada para Cubas pela lei estadual nº 843 de 7 de setembro de 1923. Está situado a 52 quilômetros do distrito-sede e suas principais atividades econômicas são a pecuária e a agricultura.